# 朱誠浙
朱誠浙（1468年—1485年）明朝秦藩汧陽王府宗室。端懿王朱公鏳庶五子，母繼妃張氏。成化四年（1468年）十一月初七日生，封鎮國將軍，二十一年（1485年）閏四月二十一日卒。年十八，無後。